# Dania polyglotta
Dania Polyglotta var en bibliografi over fremmedsproget litteratur om og udgivet i Danmark, samt udenlandsk litteratur om Danmark af særlig interesse indkøbt af Det Kgl. Bibliotek.
Oplysningerne til bibliografien blev indsamlet i perioden 1969 − 1999.
Der findes endvidere flere bibliografier fra perioden 1945 - 1968 med samme titel, men dog med et andet indhold.
Tidligere udkom en række bibliografier (1947-50 og 1945-68) med samme titel, men med et andet indhold og sigte.